# 桜橋 (東京都)
桜橋（さくらばし）は、東京都の隅田川に架かる橋梁である。

## 概要
台東区と墨田区の姉妹提携事業として1980年に創架が始まり、1985年に完成した隅田川唯一の歩行者専用橋で、両岸の隅田公園を結ぶ園路の役割を持つ。
形状は平面のX字形の特異な形をしている（日本初）。花見のシーズンには、両岸の桜を楽しむために多くの人がこの橋を渡る。総工費、28億3000万円は台東区、墨田区の折半である。
周辺との景観との調和を考慮して色彩や素材に工夫が見られており、石畳やガラス張りの手すりなど公園の橋としてゆったり風景が楽しめるよう設計されている。また、市民が水辺に近付けるようにと無粋な護岸堤防を150メートル切り取り、両岸の橋のたもとにテラスが設けられている。
映画、ドラマ、バラエティなどのロケによく使われることでも知られ、中山美穂が向島の芸者を二役で演じた『おヒマなら来てよネ!』（フジテレビ）でも毎回登場した。アニメ作品『逮捕しちゃうぞ』映画版では、最初に爆破された橋としても知られる。
東岸（墨田区側）は背後に墨堤通りが走っている狭小地であり、通り上面に覆道を置きこれが橋と一体化している。
隅田川花火大会開催時は付近が花火の打上場所（第一会場）となるため、橋上や周辺が立入禁止区域となる。

## 諸元
- 構造形式 連続鋼X形曲線箱桁橋（連続曲線鋼箱桁）[2]
- 橋長 169.45m[2]
- 幅員 中央部/20m[2]、側径間/6m、付け根/57m[1]
- 着工 1980年（昭和55年）11月
- 竣工 1985年（昭和60年）4月11日[1]
- 施工主体 墨田区、台東区（管理：台東区）
- デザイン - 清家清（竣工当時東京芸術大学教授）ら[1]